# The Legend of Zelda: Link's Awakening
The Legend of Zelda: Link's Awakening (Japans: ゼルダの伝説 夢をみる島, Romaji: Zeruda no Densetsu Yume o Miru Shima, letterlijk "De Legende van Zelda: Het Gedroomde Eiland") is een actie/avonturen-computerspel uit 1993. Het is het vierde spel uit de The Legend of Zelda-reeks, en het eerste spel uit deze reeks voor een draagbare spelcomputer.
In 1998 verscheen Zelda DX, een versie in kleur en waarin fouten in het spel zijn opgelost. In 2019 kwam een gelijknamige remake uit voor de Nintendo Switch.

## Het verhaal
Na de overwinning op Ganon in The Legend of Zelda: A Link to the Past zijn de mensen nog steeds bang dat er ooit een andere bedreiging zal opstaan, en Link, de protagonist van het verhaal, maakt een zeereis om op onderzoek uit te gaan en zich te trainen. De boot van Link wordt op zee in een storm geraakt door de bliksem. Hierdoor drijft hij de volgende dag aan op een eiland genaamd Koholint. Op dit eiland ontmoet Link onder anderen Marin, Tarin en andere vrienden zoals de hond BowWow. Marin is gefascineerd door de buitenwereld en wil het eiland verlaten en als een zeemeeuw over de aarde vliegen. Link's doel in dit spel is de Windvis te ontwaken, want pas als deze wakker is kan hij het eiland verlaten en terug naar huis. Hierdoor moet hij in kerkers op zoek naar muziekinstrumenten. Het zijn er in totaal acht. Als hij ze eenmaal heeft verzameld kan Link de Windvis ontwaken uit het mysterieuze ei boven op de berg op het eiland Koholint.
Link gaat op onderzoek uit en wordt hierbij tegengewerkt door allerlei monsters, terwijl een mysterieuze uil hem aanwijzingen geeft. Het blijkt dat het hele eiland een droom van de Windvis is, en dat de monsters de nachtmerries vertegenwoordigen en de vis in slaap willen houden om het eiland en diens dromen te kunnen blijven beheersen. Als Link alle instrumenten heeft verzameld beklimt hij Mt. Tamaranch waar zich het ei bevindt, en speelt de Ballade van de Windvis. De eierschaal barst open en Link bevecht de laatste nachtmerrie, die ook vormen van Links eigen nachtmerries aanneemt (o.a. Ganon en Agahnim). Uiteindelijk neemt de nachtmerrie de vorm van een ´dethl´ aan, een eenogig beest met twee enorme armen. Als Link dit ook verslaat onthult de uil dat hij de geest van de Windvis is en dat het zijn doel was de Windvis te doen ontwaken. Link speelt nogmaals de Balade van de Windvis en de vis ontwaakt waardoor het eiland verdwijnt. Link ontwaakt eveneens en blijkt in zee te drijven, zich vastklempend aan een stuk wrakhout van zijn schip. De Windvis vliegt boven zijn hoofd voorbij en als Link geen enkel leven heeft verloren, vliegt Marin met hem mee.

## Het spel
Dit spel wordt gestuurd door de vierpunttoets en voorwerpen worden gebruikt door de A- en B-knop. Met start kan men het spel pauzeren. Het opslaan van het level in dit spel gebeurt door alle knoppen tegelijk in te drukken. Elk scherm is een stuk van het eiland. Wanneer men doorloopt naar boven/rechts/onder/links dan komt de speler in een nieuw scherm.

## Doelstelling
Het doel is om de acht instrumenten te halen uit de kerkers. In de kerkers zijn veel hindernissen en puzzels die opgelost moeten worden. Verder zijn er nog veel andere dingen te doen op het eiland. Om bijvoorbeeld mensen te helpen door voorwerpen met elkaar uit te wisselen (het laatste item heeft de speler nodig aan het eind van het spel), en de speler kan zeeschelpen verzamelen om het Level 2 Sword te krijgen.

## Zelda DX (Game Boy Color)
Op 12 december 1998 bracht Nintendo Zelda DX uit in Japan. Het verscheen op 15 december in de Verenigde Staten en op 1 januari 1999 in Europa. Dit is hetzelfde spel, maar dan in kleur voor de Game Boy Color en met een extra verborgen kerker. Het doel van deze nieuwe versie was om alle fouten in het spel eruit te halen. Enkele fouten staan in het volgende kopje.

## Fouten van het spel
Nintendo heeft wat foutjes achtergelaten in het spel. Zo gebeurde het wanneer de speler naar het volgende scherm scrolt en men tegelijkertijd op 'select' drukt (nu komt de kaart in beeld die weer weggedrukt kan worden) dat enkele sprites (figuurtjes) van het vorige scherm op het volgende scherm kwamen en de speler op plekken kon komen waar men normaal niet op kon komen. Enkele sprites veranderden ook van uiterlijk. Op deze manier kon de speler als het ware elk stuk overslaan. Ook was er nog een foutje achtergelaten in het spel. Wanneer men het spel bewaard zullen tijdens het wissen hartjes leeglopen, en als ze allemaal weg zijn is het opslaan voltooid en kan men opnieuw het spel spelen. Wanneer niet alle hartjes op zijn en men herstart het spel, zal het opgeslagen bestand nog steeds zichtbaar zijn, maar wanneer men het speelt zullen alle voorwerpen nog zijn behouden, maar speelt men het spel wel opnieuw. Nog een paar kleinere foutjes zijn bijvoorbeeld wanneer men de pijl-en-boog en de bom tegelijk gebruikt, de speler met bommen zal gaan schieten. Ook kan de speler wanneer deze de kip heeft ontwaakt met het derde lied van de ocarina een ander klein foutje ontdekken. Wanneer men de boemerang (te halen op het strand) gooit, en daarna de kip oppakt met de Power bracelet, zal de speler gaan vliegen. De boemerang zal dan onder de speler blijven hangen en zo kan men gemakkelijk alle vijanden op de baan verslaan.

## Cameo's
Het spel bevat verschillende cameo's uit andere Nintendo spellen:
- Yoshi;
- Chain Chomp. Op een gegeven moment moet Link een Chain Chomp genaamd BowWow redden en heeft het beest vervolgens nodig om toegang te verkrijgen tot een kerker;
- Goomba´s, Buzzy Beetles, Boo´s en Piranha Plants
- Bob-ombs;
- Wart;
- Kirby;
- Dr. Wright uit de Nintendo-versie van SimCity. In het spel verschijnt hij als Mr. Write en hij correspondeert met iemand van wie hij denkt dat ze een mooie dame is, maar die in werkelijkheid een geit uit het dierendorp aan de andere kant van het eiland is;
- Marins vader Tarin lijkt op Mario en verandert evenals Mario in Super Mario Bros. 3 in een wasbeer;
- Prins Richard uit Kaeru no Tame ni Kane wa Naru;
- Agahnim en Ganon en het aapje Kiki uit The Legend of Zelda: A Link to the Past. Wanneer de speler met BowWow aan de lijn Kiki tegenkomt gaan de twee vechten en jaagt BowWow Kiki op de vlucht.

## De muziek
Er zijn van alle Zelda-spellen 10 cd's uitgebracht met daarop alle geluiden en muziek, ook van dit Zelda-spel. De maker van de muziek uit dit spel is Koji Kondo, onder andere met het beroemde Ballade van de Windvis. Dit is gespeeld op een instrument dat een Ocarina heet. Nu nog wordt deze muziek vaak gespeeld, en is zelfs gebruikt op begrafenissen en bruiloften. Ook in latere Zelda-spellen is een ocarina gebruikt, wat leidde tot een grote toename in de verkoop van ocarina´s.
In het spel zelf is het het doel acht instrumenten te halen, verspreid over acht verschillende levels. (in de DX versie is er een extra level, maar daar is geen instrument te vinden). Deze acht instrumenten heeft men nodig om de Windvis te laten ontwaken uit zijn ei, boven op Tal Tal Heights. Aan het einde van het spel zal men met de ocarina die de speler in het spel vindt, het eerste lied moeten spelen. Die leert men van Marin. Wanneer men dat doet zal het ei van de Windvis openbarsten, en daar zal de speler de eindbaas moeten verslaan.

## Remake
Medio februari 2019 werd een remake aangekondigd voor de Nintendo Switch. Het spel is onder de gelijknamige titel wereldwijd uitgegeven op 20 september 2019 als download, fysieke versie en als een gelimiteerde editie. Naast audiovisuele vernieuwingen kunnen spelers in een nieuwe modus eigen kerkers ontwerpen.

## Ontvangst
| \| Recensiescore \| Recensiescore \| \| Recensieverzamelaar \| Score \| \| ------------------- \| ------------------------------------------- \| \| GameRankings \| (GB) 89,82%[3] (GBC) 91,21%[4] \| \| Publicist \| Score \| \| Power Unlimited \| (GB) 8/10[5] (GBC) 8,4/10[6] (NS) 96/100[7] \| |                                    |
| Recensiescore |                                    |
| Recensieverzamelaar | Score                              |
| GameRankings | (GB) 89,82% (GBC) 91,21%           |
| Publicist | Score                              |
| Power Unlimited | (GB) 8/10 (GBC) 8,4/10 (NS) 96/100 |

## Trivia
- Het spel is opgenomen in het boek 1001 Video Games You Must Play Before You Die van Tony Mott.